# ALAC
O ALAC (Arma Leve Anticarro) ou Canhão Sem Recuo Descartável 84 mm é um canhão sem recuo antitanque 84 mm de ombro projetado para uso individual no combate anticarro aproximado, produzido pelo Centro Tecnológico do Exército Brasileiro (CTEx) em parceria com a Gespi Aeronáutica, empresa especializada em manutenção e reparo de turbinas aeronáuticas e industriais. Foi planejado como parte da Estratégia Nacional de Defesa, que pretende, entre outros objetivos, avançar o crescimento tecnológico do Exército Brasileiro.
É um análogo do AT-4, uma das armas antitanques mais vendidas no mundo, com modificações no funcionamento.

## Desenvolvimento
O Alac foi construído a partir do AT-4, sendo produzido por dez anos pela Gespi Aeronáutica, em parceria com o Centro Tecnológico do Exército (CTEx) no Brasil.
Entre 1992 e 1994, o Instituto de Pesquisa & Desenvolvimento (IPD) e o Centro Tecnológico do Exército (CTEx) elaboraram os primeiros Estudos de Viabilidade Técnica e Econômica (EVTE) e as propostas de Objetivos Operacionais Básicos (OBO) e Requisitos Técnicos Básicos (RTB) para uma arma anticarro, além de realizarem os primeiros desenhos e especificações de matéria prima. Selecionaram também os primeiros prestadores de serviços terceirizados. De 1992 a 2000, o IPD desenvolveu o projeto da munição, com a execução dos desenhos de engenharia de produto, especificação de matéria prima, planejamento e execução de testes laboratoriais e de campo. Foram levantados, em testes de laboratório, os parâmetros técnicos que permitiram estabelecer as especificações necessárias ao projeto do tubo lançador.
No período 1998 e 1999, foram elaboradas versões do Memorial Descritivo e dos Requisitos Técnicos Básicos, além das versões iniciais das Normas de Especificação do "Tiro 84 mm S/Rc AEAC" (Tiro 84 mm Sem Recuo, Alto Explosivo, Anticarro), do tubo lançador, do sistema completo integrado (tubo + munição) e de montagem da munição. 
Até meados de 2000, algumas empresas foram contratadas para fabricar certos componentes do tiro completo, como a IMEP-RJ (usinagem de alguns elementos da granada e do estojo), a ENGEPRON - Fábrica Almirante Jurandir (carregamento de Octol na cabeça de guerra), COPESP - Marinha do Brasil (usinagem do cone de carga oca), GP Metalizações (metalização do cone de cobre), IMBEL - Indústria de Material Bélico do Brasil (fornecimento do cristal piezoelétrico e desenvolvimento do propelente - pólvora BD-617 - com especificações do IPD) e GESPI Aeronáutica (importação da espoleta M509A2, fornecimento do fio de aço condutor, usinagem de componentes metálicos da granada e de dispositivos de sujeição mecânico). A empresa Gespi Aeronáutica, de São José dos Campos, SP, projetou e fabricou os primeiros provetes para medidas de pressão, desenvolveu o primeiro sistema informatizado de medição de impulsão do recuo por célula de carga e, também, um novo dispositivo de sujeição para testes de pressão e sobrepressão.
Após o término do desenvolvimento da munição, foi tomada a decisão do IPD de que a fabricação de todos os componentes fosse concentrada num único fornecedor, sendo escolhida, então, a Fábrica de Juiz de Fora da IMBEL. A montagem da munição e todos os testes de campo continuaram continuaram sendo feitos pelo IPD e, posteriormente, no CTEx, quando da extinção daquele Instituto.
O projeto, desenvolvimento e fabricação do tubo lançador do ALAC foram realizados pela Gespi Aeronáutica, que hoje detém toda a tecnologia necessária. A Gespi investiu R$ 15 milhões em recursos próprios no desenvolvimento do projeto no Brasil.
Coube ao CTEx a execução dos estudos teóricos de balística externa para o levantamento de trajetórias necessárias ao ajustamento do aparelho de pontaria. Os estudos de modelagem da granada e levantamento de coeficientes de arrasto também foram feitos por engenheiros militares do CTEx, utilizando o programa PRODAS, existente no Instituto Militar de Engenharia (IME). A Gespi também foi responsável pelo projeto, desenvolvimento e fabricação do Simulador Redutor de Calibre, com seu cartucho gerador de gás, e da embalagem operacional, contando com o indispensável apoio do Centro Tecnológico do Exército nos testes de desenvolvimento.
De 1996 até 2006, o sistema completo foi desenvolvido, testado e maturado. Ao longo de 2007 e até setembro de 2008, o ALAC foi submetida às Avaliações Técnica e Operacional pelo Centro de Avaliações do Exército (CAEx) em seu campo de avaliações na Restinga da Marambaia, no Rio de Janeiro, realizando mais de 250 tiros para testar o sistema. Sua subsequente aprovação foi homologada pelo Departamento de Ciência e Tecnologia (DCT) em novembro de 2008.
Em 2012, a Rafael Sistemas Avançados de Armamento, segunda maior empresa de defesa de Israel, adquiriu 40% das ações da Gespi, prevendo o desenvolvimento de novas tecnologias na área de sistemas de defesa e mísseis no Brasil. Em 2014, foi fechado um outro acordo com a alemã Dynamite Nobel Defence (DND), controlada pela Rafael. Essa parceria viabiliza a evolução tecnológica do projeto e contempla a cooperação industrial e a transferência de tecnologia para a Gespi e a Imbel.
Com os acordos, foi possível tecnologia para a incorporação de uma munição termobárica que vai garantir alta performance e poder de fogo para o armamento.
Em fevereiro de 2015, foi concluída a Avaliação do Lote-Piloto da ALAC, estando o referido material em conformidade com os requisitos estabelecidos pelo Exército Brasileiro.

## Características

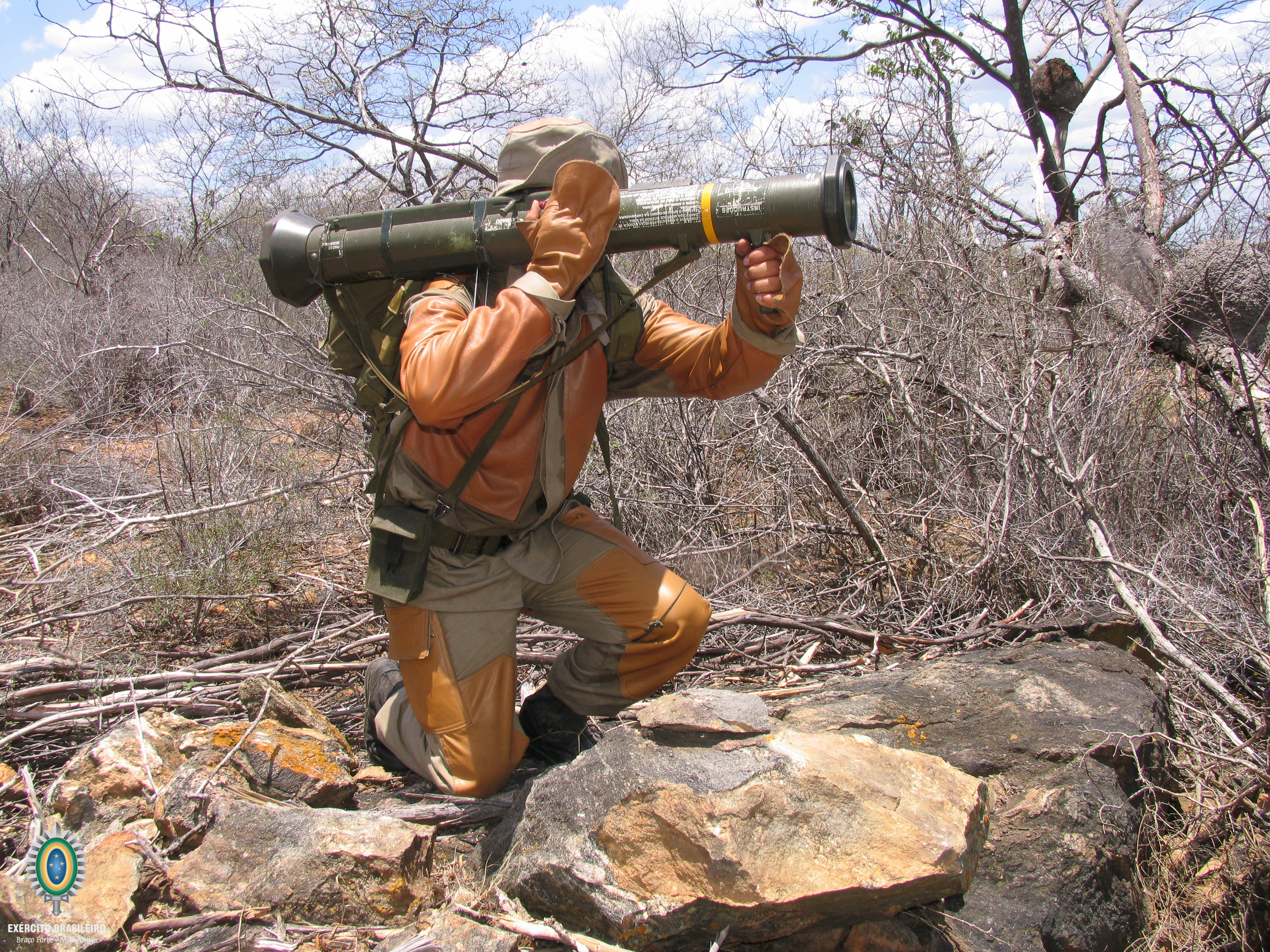
Combatente da caatinga em uso do Alac.

O Alac é de baixo custo e usa o conceito da plataforma do AT-4, um dos mais vendidos no mundo, com modificações. A Gespi Aeronáutica desenvolveu o tubo lançador em fibra de vidro e carbono, mais resistente que o do AT-4. Possui alça e massa de mira retráteis, que podem ser abertas apenas no momento da utilização. O mecanismo de disparo é totalmente mecânico e possui três dispositivos de segurança que impedem o acionamento da arma. O tubo lançador aloja um tiro completo, encartuchado e engastado, composto de estojo de alumínio, carga de projeção, ignitor, granada com carga oca e espoleta de impacto, sendo estabilizada em voo por aletas retráteis.
O alcance efetivo do Alac a um alvo certo com ogiva HEAT é de 300 m, com penetração de 250 a 300 mm em blindagens, capacidade de destruir munições a uma temperatura de até 1000ºC e um tempo máximo de 2 segundos de voo do projétil. Com a munição termobárica, sua performance é adaptada para fins antiestrutura e a perfuração chega a 900 mm. Seus Requisitos Operacionais Conjuntos (ROC) estabelecem que o ALAC deve "possuir munição que, no disparo, não gere emissão de rastro, chama ou fumaça".
Sendo projetada para uso individual, por ombro, a arma é leve e portável, mas pode ser adaptada em carros leves. Sua rusticidade lhe permite ser operado e manutenido sob quaisquer condições climáticas e em qualquer ambiente operacional. É passível de uso em ambientes com elevados níveis de salinidade, de umidade ou de poeiras, bem como a exposição a névoa salina, de acordo com norma MIL-STD-810-E Método 509. Pode resistir aos choques decorrentes do seu manuseio ou do transporte e sofrer quedas em lançamentos aeroterrestres sem perder suas características técnicas. A arma tem uma vida útil mínima de 10 anos, quando armazenada em condições adequadas. Além disso, admite a integração de dispositivos de visão noturna.
Após o tiro, o Alac é descartado. Como uma arma leve, seu tubo é construído para suportar o stress de apenas um tiro, não sendo reutilizável e nem podendo ser recarregado.
Está disponível uma variante para treinamento prático, com uma listra azul e granada com cabeça de parte azul, consistindo em um simulador redutor de calibre que utiliza um cartucho gerador de gases e munição 9 mm.

## Operadores
- Azerbaijão: 50 unidades como lote piloto. Está sendo considerada uma manufatura local.[9]
- Brasil: 150 unidades pro Exército Brasileiro.[10]

### Negociações
- México: Foram solicitadas 1200 unidades.[9]
- Iraque: Estão sendo consideradas 2000 unidades.[9]

Até 2014, estavam sendo negociadas exportações para dois países do Oriente Médio, um da África e um da Ásia (não se sabe se seria o Azerbaijão ou algum outro). Alguns países da América Latina, como o Chile, Equador, Peru e Argentina, também demonstraram interesse em adquirir o sistema Alac. A demanda estimada entre 2014 e 2015 foi de entre 3 mil a 4 mil unidades. Em 2016, foi divulgado que estão iniciando discussões preliminares com países como Indonésia e Portugal.